# Andrij Sriubko
Andrij Wasylowycz Sriubko, ukr. Андрій Васильович Срюбко (ur. 21 października 1975 w Kijowie) – ukraiński hokeista, reprezentant Ukrainy, olimpijczyk. Trener i działacz hokejowy.

## Kariera zawodnicza
- Sokił Kijów (1993-1994)
- Kamloops Blazers (1994-1995)
- Toledo Storm (1996-1998)
- Las Vegas Thunder (1998-1999)
- Port Huron Border Cats (1998-1999)
- Fort Wayne Komets (1999)
- Utah Grizzlies (1999)
- Grand Rapids Griffins (1999-2000)
- Syracuse Crunch (2000-2002)
- Mołot-Prikamje Perm (2002-2003)
- Sokił Kijów (2003, 2006)
- Amur Chabarowsk (2003-2004)
- HK MWD Bałaszycha (2004-2006)
- Torpedo Niżny Nowogród (2006)
- HK Dmitrow (2006-2007)
- Sokił Kijów (2007-2011)
- Budiwelnyk Kijów (2010)
- Mołot-Prikamje Perm (2011-2012)
- Kubań Krasnodar (2012-2013)

Wychowanek Sokiłu Kijów. Od 1994 do 2002 grał w Ameryce Północnej, wpierw w kanadyjskiej juniorskiej lidze WHL w ramach CHL, a następnie w amerykańskich rozgrywkach ECHL, IHL, UHL i AHL. Od 2002 grał w Europie, głównie w zespołach rosyjskich. Karierę zakończył w tamtejszych rozgrywkach WHL do 2013.
Uczestniczył w turniejach mistrzostw świata juniorów do lat 20 edycji 1994, seniorskich mistrzostw świata 2001, 2002, 2003, 2004, 2005, 2006, 2007 (Grupa A / Elita), 2008, 2009, 2010, 2011 (Dywizja I) oraz zimowych igrzysk olimpijskich 2002.

## Kariera trenerska i działacza
- Reprezentacja Ukrainy do lat 20 (2014-), asystent trenera
- Reprezentacja Ukrainy (2014-), menedżer generalny
- Donbas Donieck (2016-2017), asystent trenera
- Reprezentacja Ukrainy do lat 20 (2017-2018), główny trener
- Reprezentacja Ukrainy (2018-2019), główny trener

Po zakończeniu kariery został trenerem. Był asystentem trenera kadry Ukrainy do lat 20 w turnieju mistrzostw świata juniorów do lat 20 w 2015 (trenerem był Ihor Czybiriew). Na turnieju mistrzostw świata w 2015 (Dywizja I) był menedżerem generalnym reprezentacji seniorów. W połowie 2016 został trenerem w sztabie Donbasu Donieck, odpowiedzialnym za obrońców drużyny. Następnie został głównym trenerem kadry Ukrainy do lat 20, prowadząc ją w turnieju mistrzostw świata juniorów do lat 20 w 2018. Od listopada 2018 był głównym trenerem seniorskiej reprezentacji Ukrainy, prowadząc ją na turnieju mistrzostw świata edycji 2019, po którym odszedł ze stanowiska.

## Sukcesy
Klubowe
- Mistrzostwo dywizji IHL: 2000 z Grand Rapids Griffins
- Mistrzostwo konferencji IHL: 2000 z Grand Rapids Griffins
- Mistrzostwo dywizji AHL: 2002 z Syracuse Crunch
- Brązowy medal Wschodnioeuropejskiej Hokejowej Ligi: 2003 z Sokiłem Kijów
- Złoty medal rosyjsiej wyższej ligi: 2005 z HK MWD Bałaszycha
- Srebrny medal mistrzostw Ukrainy: 2011 z Sokiłem Kijów